# Station Chevremont
Station Chevremont (NS-naam) / Chèvremont (ProRail-naam) is het spoorwegstation van de Kerkraadse wijk Chevremont. Het station heeft twee stationsgebouwen gehad, waarvan het eerste uit 1930 bestond uit twee kleine wachtgelegenheden aan weerszijden van het spoor. In 1960 werden deze gebouwtjes vervangen door een nieuw, groter gebouw. In 2002 is dit gebouw gesloopt en sindsdien beschikt Chevremont niet meer over een stationsgebouw.
Op het station zijn beperkte voorzieningen aanwezig: een kaartautomaat, een wachtruimte, enkele fietskluizen en een fietsenstalling.

## Treinverbindingen
De volgende treinserie halteert in de dienstregeling 2025 te Chevremont:
| Serie       | Treinsoort         | Route                                                                                                | Bijzonderheden |
| ----------- | ------------------ | --- | -------------- |
| 32000 RS 18 | Stoptrein (Arriva) | Maastricht Randwyck – Maastricht – Heerlen – Landgraaf – Eygelshoven – Chevremont – Kerkrade Centrum |                |

## Afbeeldingen

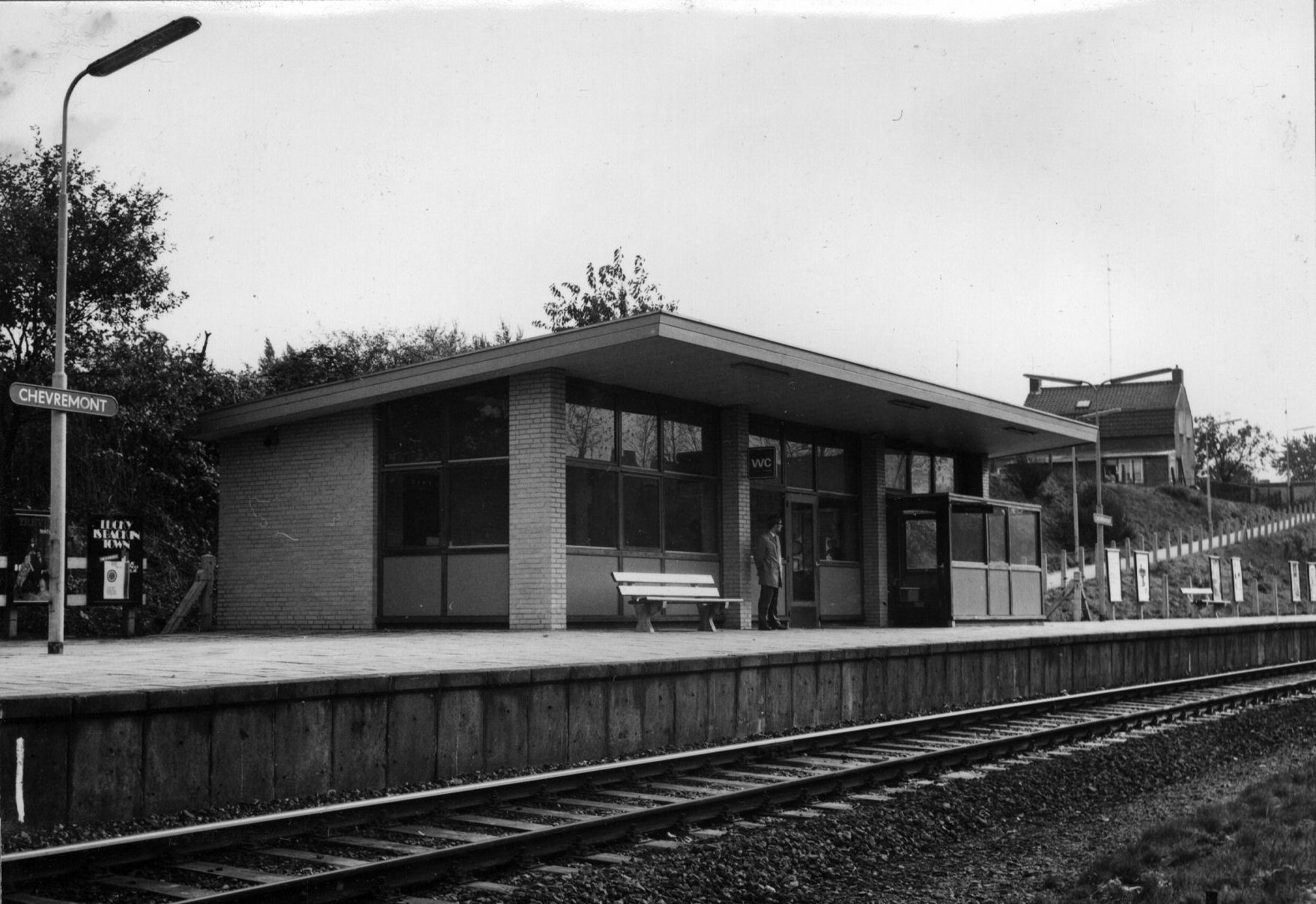
Voormalig stationsgebouw in 1970
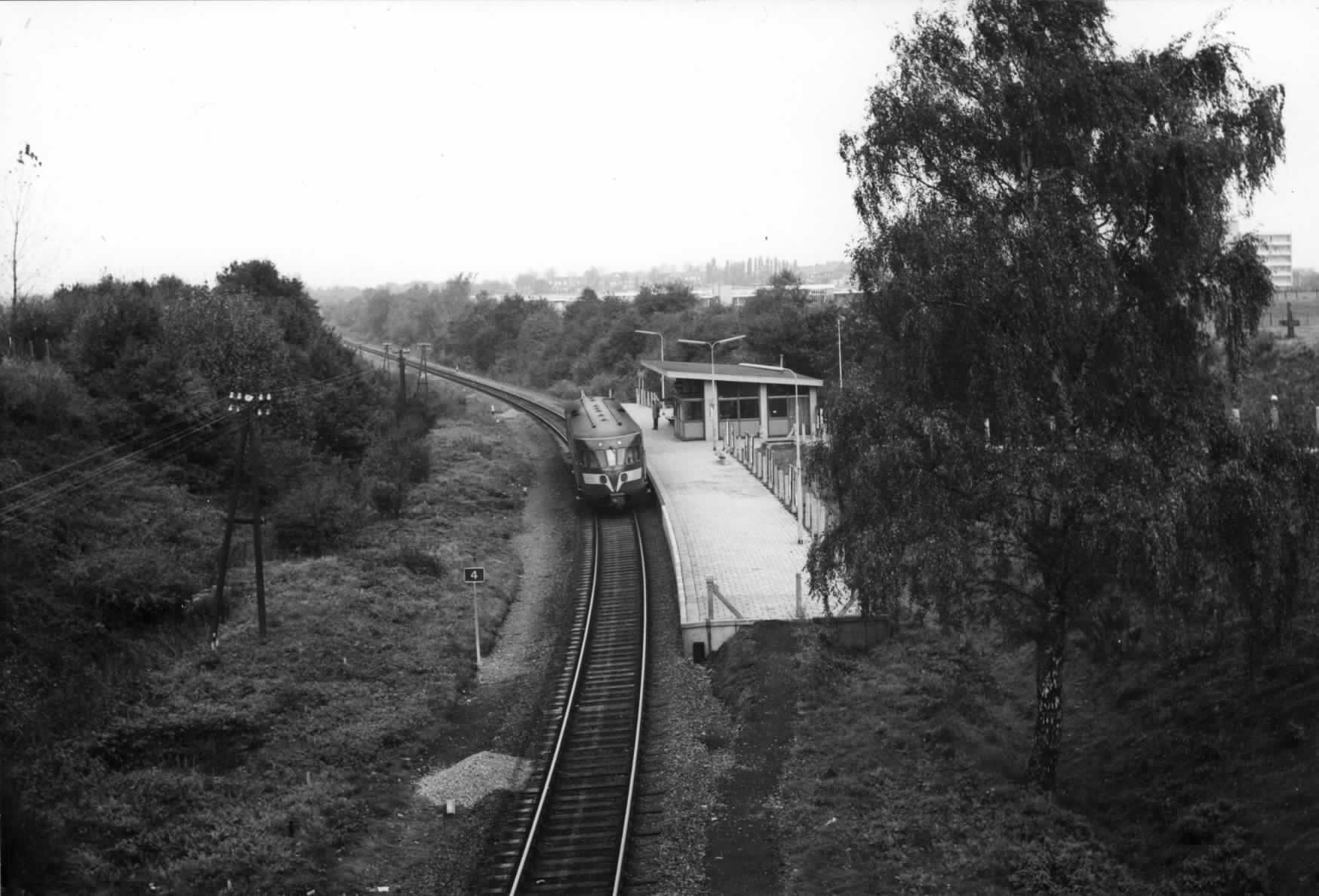
Blauwe Engel op het station
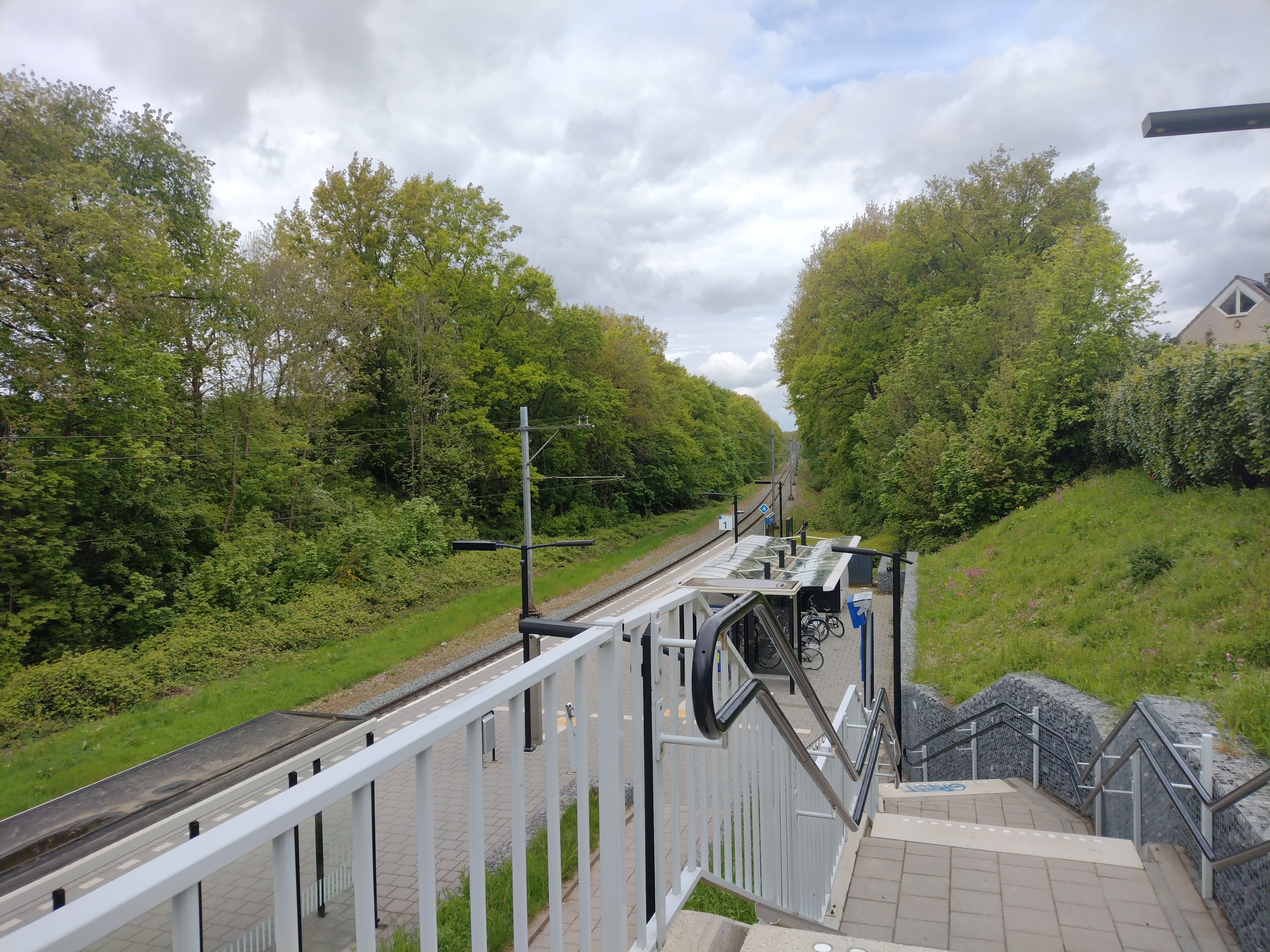
Het station in 2024
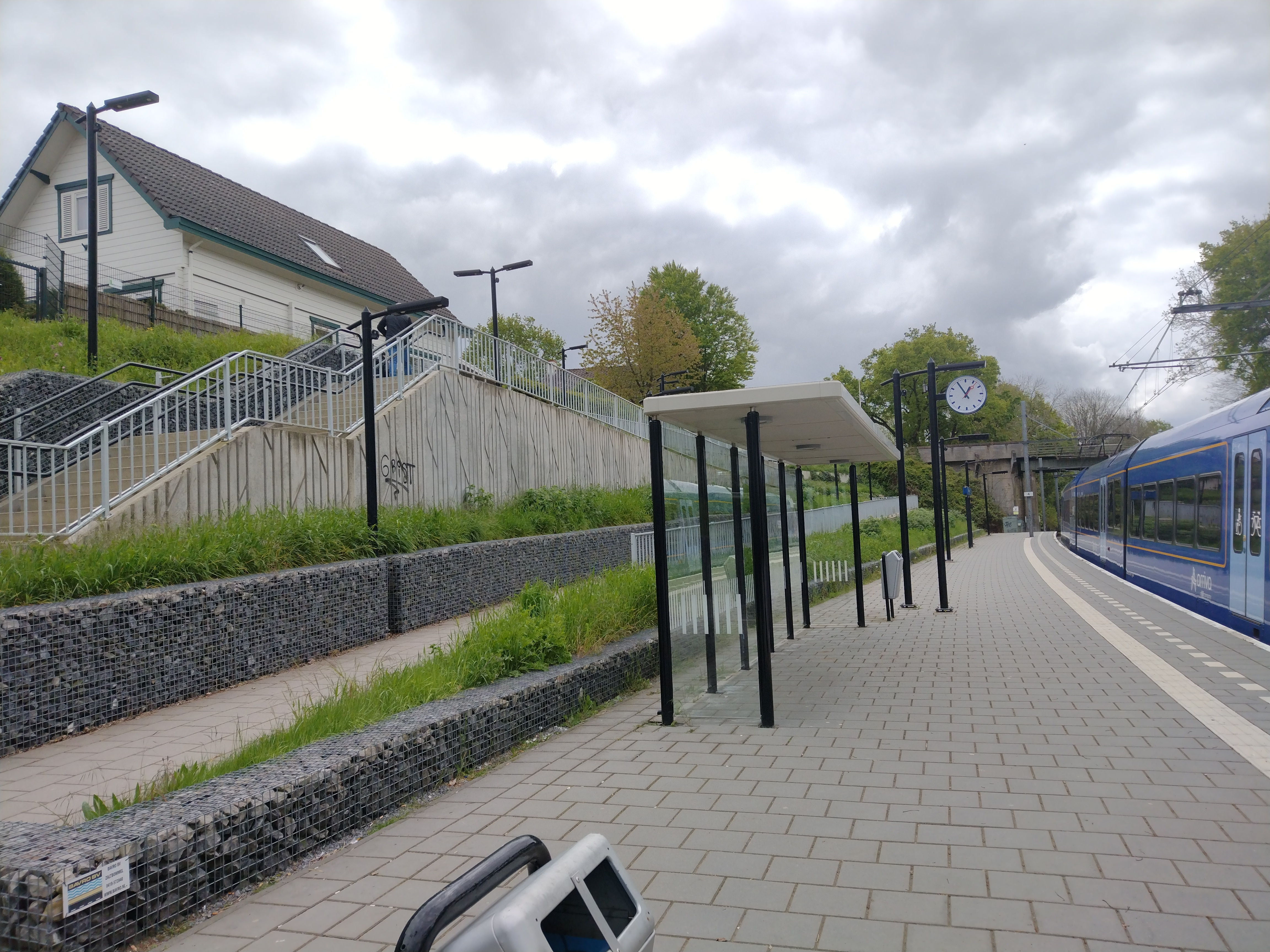
Perron met Spurt

0: Landgraaf ·
2: Eygelshoven ·
4: Chevremont ·
6: Kerkrade Centrum ·
8: Spekholzerheide ·
12: Simpelveld
Beek-Elsloo ·
Blerick · 
Bunde · 
Chevremont · 
Echt ·
Eijsden ·
Eygelshoven ·
-Markt · 
Geleen:
-Lutterade · 
-Oost · 
Heerlen ·
-Woonboulevard ·
Hoensbroek · 
Horst-Sevenum · 
Houthem-Sint Gerlach · 
Kerkrade Centrum ·
Klimmen-Ransdaal · 
Landgraaf · 
Maastricht ·
-Noord · 
-Randwyck · 
Meerssen ·
Mook-Molenhoek ·
Nuth · 
Reuver · 
Roermond ·
Schin op Geul · 
Schinnen · 
Sittard · 
Spaubeek · 
Susteren · 
Swalmen · 
Tegelen · 
Valkenburg · 
Venlo · 
Venray ·
Voerendaal · 
Weert
Voormalige stations: zie de lijst van voormalige spoorwegstations in Limburg (Nederland)